# Грибсков (коммуна)
Грибсков (дат. Gribskov Kommune) — датская коммуна в составе области Ховедстаден. Площадь — 280 км², что составляет 0,65 % от площади Дании без Гренландии и Фарерских островов. Численность населения на 1 января 2008 года — 40512 чел. (мужчины — 20189, женщины — 20323; иностранные граждане — 1354).

## История
Коммуна была образована в 2007 году из следующих коммун:
- Грестед-Гиллелее (Græsted-Gilleleje)
- Хельсинге (Helsinge)

## Железнодорожные станции
- Дроннингмёлле (Dronningmølle)
- Дуэмосе (Duemose)
- Фирхёй (Firhøj)
- Фьелленструп (Fjellenstrup)
- Гиллелее-Эст (Gilleleje Øst)
- Гиллелее (Gilleleje)
- Годхаун (Godhavn)
- Грестед (Græsted)
- Грестед Сюд (Græsted Syd)
- Хельсинге (Helsinge)
- Холлёсе (Holløse)
- Кагеруп (Kagerup)
- Лаугё (Laugø)
- Морум (Mårum)
- Эрбю (Ørby)
- Поруп (Pårup)
- Сальтруп (Saltrup)
- Стеремосен (Stæremosen)
- Тисвиллелее (Tisvildeleje)
- Вайбю (Vejby)

## Изображения

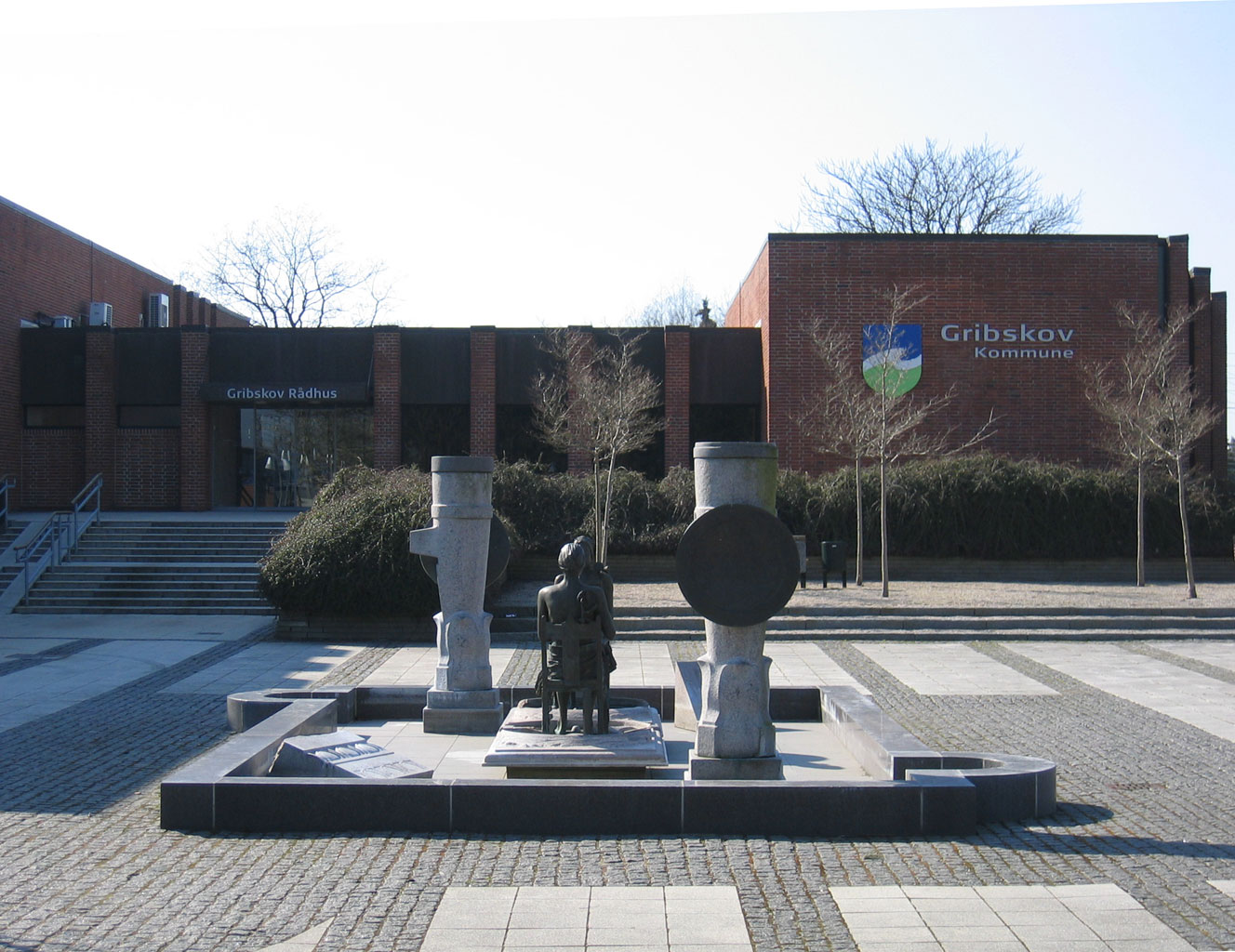
Ратуша